# Виктор Бузник
Виктор Михайлович Бузник (на украински: Бу́зник Ві́ктор Миха́йлович) е съветски учен от български произход, доктор на техническите науки, професор, член–кореспондент на Академията на науките на Украинската ССР, ректор на Николаевския корабостроителен институт в периода 1965 – 1968 г.

## Биография
Виктор Бузник е роден на 4 октомври 1914 г. в село Търновка (днес квартал на Николаев), Руска империя. През 1941 г. завършва Николаевския корабостроителен институт (днес Национален университет по корабостроене „Степан Макаров“), където работи като преподавател от 1945 г. (от 1951 г. – ръководител на катедрата, от 1965 г. – ректор). Награждаван е с ордени и медали на СССР. Умира на 23 декември 1968 г.